# Макс-Айт-Зе
Макс-Айт-Зе (нем. Max-Eyth-See) — искусственное озеро на реке Неккар, находящееся у подножия виноградников между районами Штутгарта Мюльхаузен и Хофен.

## История
В 20-е годы XX века в районе Хофен добывался гравий, в результате чего возник котлован, который всё больше увеличивался в размерах, и на его месте впоследствии было создано озеро Макс-Айт-Зе. Самое большое озеро Штутгарта появилось в 1935 году в ходе шлюзования реки Неккар. С 1935 года и до начала Второй мировой войны на юго-восточном берегу был оборудован пляж. В то время озеро представляло собой скорее лишь расширение реки Неккар, оборудованное маяком и экскурсионными лодками. В 1953 и 1954 годах здесь неоднократно проводились парусные регаты, а также гонки на моторных лодках. В 1961 году озеро и местность вокруг него стали охраняться государством. Озеро имеет 575 м в длину и 345 м в ширину, и поделено на две части полуостровом. Озеро Макс-Айт-Зе было названо в честь швабского инженера и писателя Макса Айта (1836—1906). Во время Второй мировой войны озеро служило ориентиром для пилотов. Впоследствии была построена плотина, а озеро осушили. Однако уже в 1949 году плотина разрушилась и озеро вновь наполнилось водой. Через два десятилетия местность очень изменилась, зоны берегов были определены по-новому и укреплены.
Озеру не хватало снабжения чистой грунтовой водой, поэтому летом здесь часто наблюдалось цветение водорослей. В 2010 году искусственно созданный приток грунтовых вод и закрытие плотины на Неккаре немного улучшили качество воды, но кислорода в воде всё ещё недостаточно и озеро по-прежнему подвержено развитию водорослей.

## Рекреационное значение
Огромная территория вокруг озера — одна из многих зон отдыха Штутгарта. Вокруг озера можно гулять по проложенным дорогам, ездить на велосипеде или кататься на роликовых коньках. Здесь есть просторные лужайки со старыми деревьями и зоны для барбекю, а также маленький, искусственно созданный песчаный пляж на полуострове. Действует также прокат водных велосипедов, вёсельных и моторных лодок. Купаться в озере летом и кататься на коньках зимой запрещено. Озеро богато рыбой, которую разрешено ловить. Ря На полуострове, рядом с пивной под открытым небом, работают также два ресторана, в каждом из которых находится пивная с садом, дом на озере и дом для гостей, принадлежащий Немецкому обществу спасения жизни и служащий местом сбора членов общества.

## Природа
Огромное богатство растений и необработанная земля на берегах, охраняемая государством, стала местом обитания многих животных и растений в центре города. В северо-западной части озера на островах находятся три заповедника для птиц, например, официальный европейский заповедник «Птичий остров на озере Макс Айт», в котором селятся серые гуси, лебеди, камышницы, лысухи, бакланы и серые цапли. При этом «Вюртембергское рыболовное общество» десятилетиями добровольно отказывается от рыбной ловли в северо-западной части озера. Озеро Макс Айт в большом количестве содержит воду, богатую питательными веществами, однако пресная вода страдает от обилия маленьких водорослей и зоопланктона. Кроме того, озеро наполняется водой исключительно из реки Неккар. Жарким летом озеру угрожает понижение уровня воды, поэтому по необходимости специальный фонтан насыщает озеро кислородом. В выходные здесь собирается до 15 тысяч человек.
В программу по спасению озера Макс Айт, с 2008 по 2010 годы было вложено более 700 тысяч евро. Под покровительством Гюнтера Эттингера родилась инициатива: «Штутгартское озеро Макс Айт должно быть чистым». Подобная инициатива о сохранении чистоты озера исходила также от благотворительного фонда танцовщика кабаре Кристофа Зоннтага, от учреждения земли Баден-Вюртемберг и от многочисленных партнеров и спонсоров. Одновременно охрана озера как памятника природы требовала усиления, несмотря на огромное количество посетителей.
До 2012 года в озеро фактически было инвестировано 1,3 миллиона евро наличных и безналичных выплат. Для создания возможностей нереста в 2011 году «Вюртембергское рыболовное общество» создало искусственные нерестилища, которые были удалены после периода размножения.

## Акция «Штутгартское озеро Макс Айт должно быть чистым»
В январе 2008 танцовщиком кабаре Кристофом Зоннтагом была провозглашена инициатива по спасению озера Макс Айт. С апреля по начало июля 2008 года был сделан первый шаг: между насосной станцией EnBW в районе Хофен и между озером Макс Айт был построен водопровод, который в течение лета подавал в озеро чистую грунтовую воду в объёме 7 л/с.
В конце июля 2008 благотворительное общество Кристофа Зоннтага содействовало проекту Молодежного Совета в Мюльхаузене и финансировало строительство на озере пляжа.
В марте 2009 на озере произошла закладка фундамента классных комнат. Одновременно была создана свободная площадь для школьников на открытом воздухе по темам «Природа», «Вода» и «Круговорот кислорода». В июле 2009 строительство было торжественно освящено.
В конце марта 2010 года началось строительство водопровода с холодной водой, и летом 2012 года он был готов. С апреля 2012 года летом в озеро со стороны южного берега начало дополнительно заливаться свежая вода объемом 33 л/с. При этом запрет на купание остался в силе.
Регулярные исследования воды в конце 2013 года должны были стать основой для постановления о дальнейших мерах.
В последние годы до июня 2015 года качество воды улучшилось на 30 %. В 2015 году после холодной весны пришло жаркое лето, которое стало смертельным для большого количества рыбы из-за нехватки кислорода. В короткие сроки с ним боролись с помощью дополнительного притока пресной воды, циркуляции и аэрации.
Весной 2016 года в озеро был введен хлорид железа (III), чтобы связать фосфат.

## Клубы и объединения
Здесь находится Вюртембергское общество рыболовов.
Историческое здание Союза немецкого спасательного общества — так же, как и молодежное немецкое спасательное общество — расположено на берегу озера Макс Айт. Правее находится спасательный центр немецкого спасательного общества района Штутгарт.
На берегу пристани находятся такие знаменитые клубы и лодочные сообщества как, например, Штутгартское Академическое Парусное Общество, Штутгартский каяк-клуб, Штутгартское Морское Сообщество 1899 года и Штутгартский парусный клуб.
Штутгартский дом молодежи производит соломенный шлюпочный эллинг с 1971 года для детей и молодежи.